# Ассирийское письмо

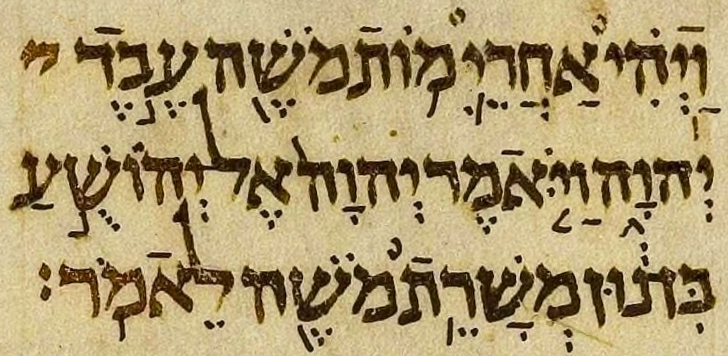
Ассирийское письмо с тиберианскими огласовками

Ктав ашури (др.-евр. כְּתָב אַשּׁוּרִי‬, ктав ашури «ассирийское письмо»; также ашурит, др.-евр. אותיות סת"ם‬ — отийот СТАМ) — традиционное название ивритского шрифта, используемое для написания иврита и арамейского языка. Используется для написания свитков Торы или отрывков из неё. Согласно галахическим законам тфилин (филактерии) и мезузот могут быть написаны только этим шрифтом.
В этом шрифте используются «таги» — особые графические элементы, которые украшают некоторые буквы еврейского алфавита.